# Пекич, Борислав
Борислав Пекич (серб. Борислав Пекић; 4 февраля 1930, Подгорица— 2 июля 1992, Лондон) — сербский югославский писатель, драматург, сценарист. Член Сербской академии наук и искусств (с 1985), один из 13 интеллектуалов, создавших Демократическую партию Сербии в 1990 году. Лауреат премии журнала НИН (1970). Один их самых видных писателей Югославии.

## Биография
С 1945 года жил в Белграде. Принимал активное участие в политической жизни Югославии. В 1948 году за создание оппозиционной режиму молодёжной социал-демократической организации был арестован и приговорён к пятнадцати годам тюремного заключения. В 1953 — помилован.
После освобождения, обучался на философском факультете университета Белграда (специальность — экспериментальная психология), в конце 1950-х годов начал писать сценарии. С 1958 по 1964 работал в качестве драматурга и сценариста в киноиндустрии. Автор многочисленных фильмов. Со своим фильмом «Dan četrnaesti» («День четырнадцатый»), представлял Югославию на Каннском кинофестивале 1961 г.

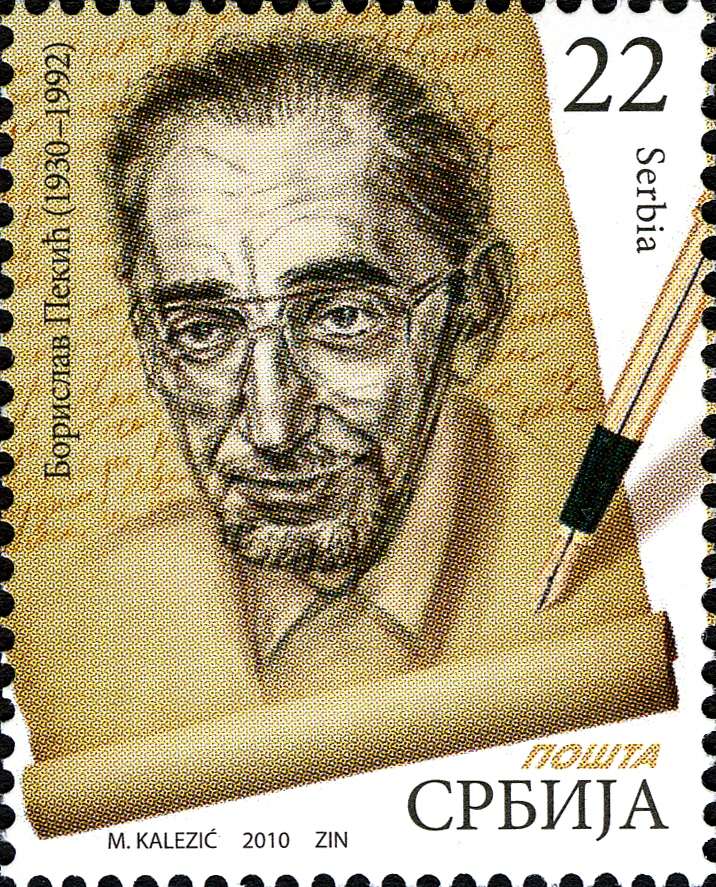
Почтовая марка Сербии, посвящённая Бориславу Пекичу. 2010 г.

С 1968 по 1969 был членом редколлегии газеты «Књижевне новине». (рус. Литературная газета)

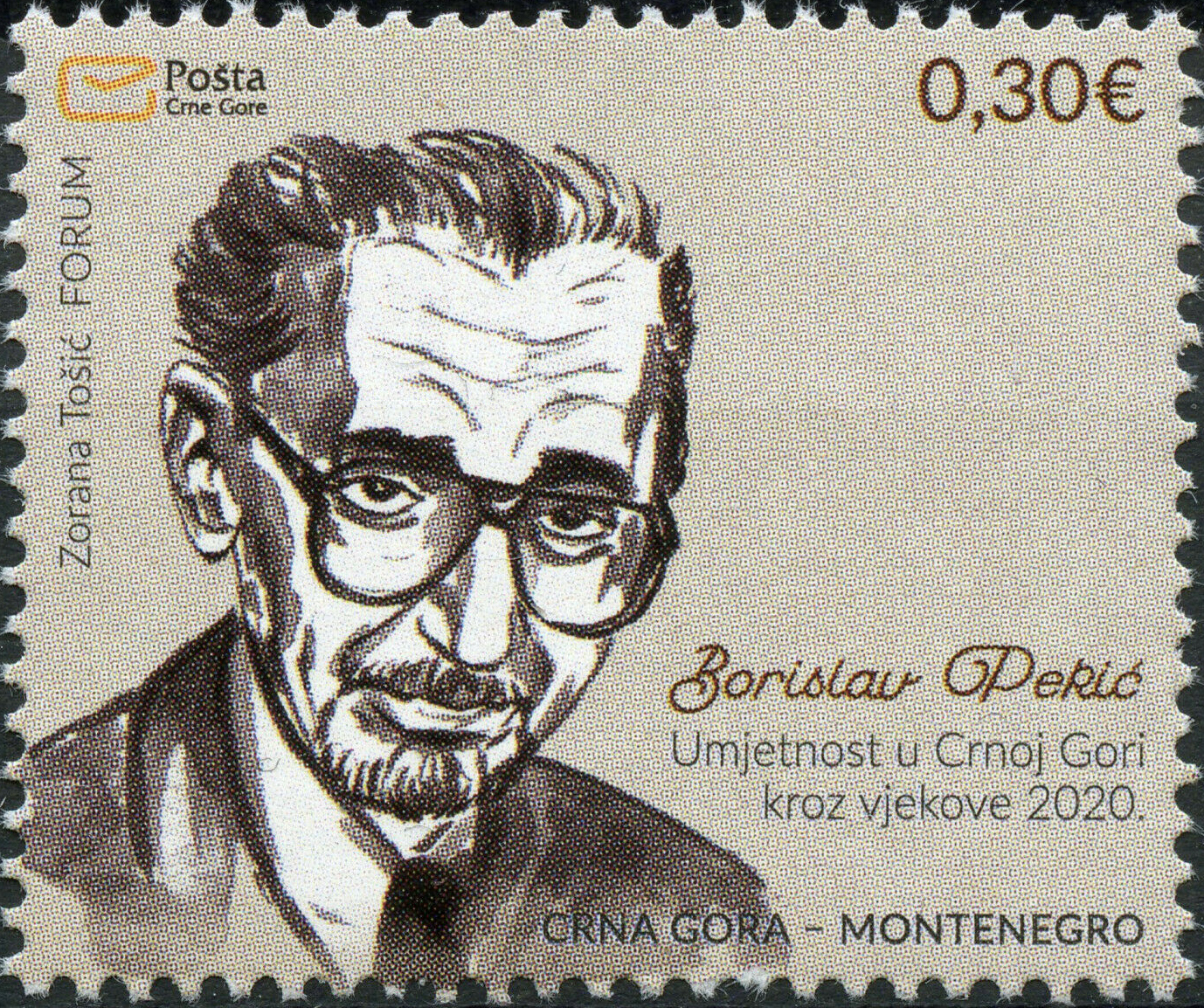
Почтовая марка Черногории 2020 года, посвящённая Бориславу Пекичу.

В 1971 эмигрировал из Югославии и поселился в Лондоне, где жил творил до своей смерти в 1992 г.
В 1990 участвовал в редактировании оппозиционной югославской демократической газеты, органа Демократической партии, членом-основателем, вице-президентом и членом Центрального комитета, которой он был.
Кроме того, Пекич был вице-президентом ПЕН-клуба Белграда, ПЕН-клуба Лондона, членом союза писателей Сербии, членом Ассоциации кинообразования и членом Ассоциации драматических художников Сербии.

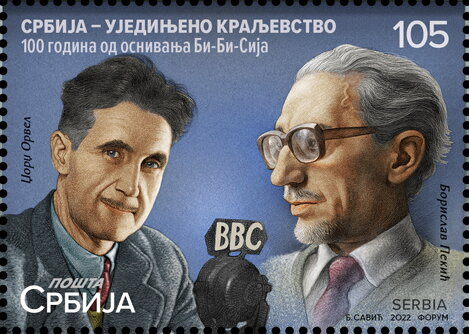
Борислав Пекич (справа) на почтовой марке Сербии, посвященной столетию со дня основания BBC, 2022

В последние годы работал независимым комментатором сербского филиала радио BBC в Лондоне.

## Творчество
Как прозаик дебютировал в 1965 году.
Автор романов, рассказов и эссе от исторической до фантасмагорической и готической тематики, около 30 драматических произведений для театра, радио, телевидения, многих киносценариев.
Одной из характерных черт творчества писателя является его стремление к «всеохватности». В многочисленных интервью и заметках к своим произведений Пекич основное внимание читателя обращает на то, что он сам назвал «универсальными идеями» и «конкретными архетипическими формулами», то есть на одинаковые модели действительности, которые репродуцируют всегда одинаковые или незначительно отличные человеческие ситуации. При этом «влечение к всеохватности», на которую часто обращают внимание исследователи его творчества, проявляется как через отдельные произведения, в которых части или рассказ писатель определенным способом объединяет в одно целое, так и в циклах произведений.
Одним из самых известных таких циклов является роман-эпопея «Золотое руно» — своеобразная сага из семи книг о семье Негован, которую исследователи уже давно называют сербскими «Будденброками». Отдельный цикл-трилогию составляют антиутопические романы «Бешенство» (1983), «1999» (1984) и «Атлантида» (1989), которые в одно целое объединяет их «жанровый» характер, а точнее, замысел писателя доказать, что, пользуясь «правилами игры» жанровой литературы, можно создать сто́ящее произведение.

## Избранные произведения

### На сербском языке
- Vreme čuda, 1965.
- Hodočašće Arsenija Njegovana, 1970.
- Uspenje i sunovrat Ikara Gubelkijana, 1975.
- Kako upokojiti vampira, 1977.
- Odbrana i poslednji dani, 1977.
- Zlatno runo, 1978—2006 (в 7-ми томах).
- Besnilo , 1983.
- 1999, 1984.
- Godine koje su pojeli skakavci , 1987—2005 (в 3-х томах).
- Pisma iz tuđine, 1987.
- Novi Jerusalim, 1988.
- Atlantida 1988 (в 2-х томах).
- Nova pisma iz tuđine, 1989.
- Poslednja pisma iz tuđine , 1991.
- Sentimentalna povest britanskog carstva , 1992.
- Vreme reci , 1993.
- Odmor od istorije, 1993.
- Graditelji , 1995.
- Radjanje Atlantide, 1996.
- Skinuto sa trake, 1996.
- U traganju za Zlatnim runom, 1997.
- Pisma iz tuđine, 2000.
- Izabrana pisma iz tudjine , 2000.
- Političke sveske , 2001.
- Filosofske sveske , 2001.
- Korespondencija kao život, 2002—2003 (в 2-х томах).
- Sabrana pisma iz tuđine , 2004.
- Roboti i sablasti, 2006.
- Demokratija i nacija , 2006.
- Izabrani eseji, 2007.
- Izabrane drame , 2007'.
- Moral i demokratija, 2008.
- Marginalije i moralije, 2008.

### На английском языке
- The Time of Miracles. A legend, 1976, ISBN 0-15-190464-2; 1994, ISBN 0-8101-1117-9.
- The Houses of Belgrade, 1978, ISBN 0-15-142183-8; 1994, ISBN 0-8101-1141-1.
- The Generals or Kinship-in-Arms, 1990.
- Megalo Mastoras and His Work 1347 A.D., 1998.
- How to Quiet the Vampire , 2001; (PDF).
- How to Quiet a Vampire, 2005, ISBN 0-8101-1720-7, ISBN 0-8101-1719-3.

Произведения Борислава Пекича переведены на английский, немецкий, русский, французский, итальянский, испанский, голландский, польский, чешский, словацкий, венгерский, румынский, македонский, словенский, албанский и ряд других языков.
Лауреат многих югославских и европейских литературных премий. Посмертно в 1992 г. награждён Королевским орденом двуглавого Белого Орла.